# Piramide della via Appia
La Piramide della via Appia è una tomba romana a forma di piramide di Roma, edificata lungo la via Appia.

## Storia e descrizione
Della tomba a piramide lungo la via Appia non si conosce il nome del proprietario: questa poteva appartenere o alla famiglia dei Quintili, trovandosi nei pressi dell'omonima villa e testimoniato dal ritrovamento di una epigrafe, oppure a Quinto Cecilio Metello, il quale aveva una proprietà lungo il V miglio della strada. Persa la sua funzione di sepolcro, la piramide venne depredata e spogliata del suo rivestimento in marmo: ne sono testimonianza i numerosi chiodi quadrati ritrovati, utilizzati per arrampicarsi e legare le corde; allo stesso tempo gran parte delle decorazioni venne distrutto, come ad esempio una statua colossale, di cui rimangono alcuni frammenti sparsi nei dintorni, probabilmente a seguito della lotta al paganesimo. Nel XVIII secolo Giovanni Battista Piranesi ne fece un'incisione, mentre nella prima metà del XIX secolo fu oggetto di una campagna di scavo da parte di Luigi Canina durante la quale vennero recuperati i bassorilievi di grifoni e sfingi.
Ubicata lungo il IV miglio della via Appia, nei pressi del tumulo degli Orazi e dei Curiazi e della villa dei Quintili, la tomba è la seconda piramide per grandezza di Roma dopo quella Cestia. Alterata rispetto al suo aspetto originario, con la totale perdita del rivestimento in marmo e delle quattro sfingi che la circondavano, ne rimane un blocco di pietra calcarea, malta pozzolanica e pietra lavica, alto circa 20 metri per un diametro di 15, dalla forma a fungo.